# Gryon crassifemoratum
Gryon crassifemoratum är en stekelart som beskrevs av G. Mineo 1990. Gryon crassifemoratum ingår i släktet Gryon och familjen Scelionidae. Inga underarter finns listade i Catalogue of Life.